# Deir al-Balah
Deir al-Balah o Dayr al-Balah (àrab: دير البلح, Dayr al-Balaḥ) és una ciutat de Palestina situada al centre de la Franja de Gaza, a la costa mediterrània, i a uns 14 km al sud de Gaza capital. El 2007 tenia 54.439 habitants.

## Història
Antigament anomenada Daron (en àrab Darum), fou una fortalesa famosa als temps dels croats.
Agafava el nom d'un plana costanera (al-Darum) que al seu torn derivava de la paraula hebrea darom que vol dir 'sud', i Darome era el nom que es donava a la zona plana entre la Sefela al nord i el Neguev al sud.
Sota els romans d'Orient la regió que s'anomenava Daromas formava la part del sud-oest del districte d'Eleuteròpolis (Eleutheropolis). Sota els àrabs fou part del districte de Bayt Djibrin incloent la ciutat (antiga Eleuteròpolis).
La fortalesa fou construïda pels croats per assegurar la defensa del flanc del Regne de Jerusalem en la ruta entre Gaza i Egipte. Fou atacada per Saladí que la va conquerir finalment el 1187. Ricard Cor de Lleó la va assetjar i ocupar, i la va desmantellar el 1192. Sota els mamelucs fou una fortalesa de segon orde del districte de Gaza, sota dependència del naib del districte, i dins la província de Damasc.
Vegeu també: Kfar Darom